# Родерік Торп
Родерік Торп (англ. Roderick Thorp, 1 вересня 1936 — 28 квітня 1999) — американський письменник, сценарист. Написав близько 10 романів, зокрема роман «Ніщо не триває вічно», за яким у 1988 році був створений фільм «Міцний горішок».